# Jaala (district)
Le district de Jaala (finnois : Jaalan suuralue) est une subdivision de la municipalité de Kouvola. 
D'une superficie de 536 km2, il couvre entièrement le territoire de l'ancienne municipalité de Jaala.

## Quartiers du district
- Jaalan kirkonkylä (61)
- Pohjois-Jaala (62)

## Zones statistiques
- Jaala (61)
- Karijärvi (62)